# Что оставит ветер (альбом)
Что оставит ветер — пятый студийный альбом Дениса Майданова, вышедший 7 апреля 2017 года в Первом музыкальном издательстве.

## Об альбоме
Альбом был записан в студии «Vi-Sound», в записи принимали участие Валерий и Антон Парамоновы, Вадим Усланов, а также аранжировщик Алексей Пономарёв и звукорежиссёр Алексей Дядичев. С этой командой Денис Майданов работал и над предыдущими своими альбомами.
Хедлайнером альбома стала песня «Что оставит ветер», вышедшая 28 октября 2016 год в качестве сингла, и с тех пор находившаяся в активной ротации на российских радиостанциях. В 2017 году песня получила премию «Золотой граммофон». Альбом содержит две версии этой песни — сольную и совместную с дочерью певца Владой и Детским музыкальным театром «Домисолька». «Что оставит ветер» стала официальной прощальной песней Международного детского центра «Артек», за её создание Денис Майданов был награждён знаком отличия «Артека» «За заслуги» 1-й степени.
Вторым синглом альбома стала песня «Жена», вышедшая 6 марта 2017 года. В альбоме Денис Майданов исполнил её сольно, в радиостанциях и телеэфирах песня была представлена в дуэте с Сергеем Трофимовым. Впервые этот дуэт был представлен на юбилейном концерте Дениса Майданова в Кремле «Полжизни в пути», который состоялся 10 апреля 2016 года. В 2017 году «Жена» стала лауреатом фестиваля «Песня года».
Ещё одним хитом из альбома стала песня «Брат», получившая в 2019 году премию «Шансон года».
Песня «Любимый мой, любимая» была исполнена Денисом Майдановым в дуэте с женой Натальей.
Также в альбом вошла песня «Верность» на стихи Эдуарда Асадова.

Его нетленное стихотворение «Я могу тебя очень ждать» ещё лет 20 назад положил на музыку мой друг из Самары Сергей Савватеев. Песня разлетелась по свету, и все эти годы жила в народе в книжках-песенниках, исполнялась у костра и во дворах под гитару, бродила по интернету. Теперь впервые песня увидит свет в официальном издании, и, наконец, все узнают кто её автор — Сергей Савватеев подарил мне эту песню, и я исполнил её в альбоме под названием «Верность». Вот такая обратная связь с народом получилась.
— Денис Майданов о песне «Верность»

## Критика
По мнению рецензента Алексея Мажаева из агентства InterMedia, «Что оставит ветер» — это «альбом давно определившегося и уверенного в своей правоте артиста» с хорошо узнаваемой манерой.

## Трек-лист
| №   | Название                                                                                           | Текст песни    | Музыка           | Длительность |
| --- | -------------------------------------------------------------------------------------------------- | -------------- | ---------------- | ------------ |
| 1.  | «Что оставит ветер»                                                                                | Денис Майданов | Денис Майданов   | 4:12         |
| 2.  | «Час-пик»                                                                                          | Денис Майданов | Денис Майданов   | 3:33         |
| 3.  | «Жена»                                                                                             | Денис Майданов | Денис Майданов   | 4:27         |
| 4.  | «По дороге к Богу»                                                                                 | Денис Майданов | Денис Майданов   | 4:25         |
| 5.  | «Сказка о счастье»                                                                                 | Денис Майданов | Денис Майданов   | 4:16         |
| 6.  | «Осень поэта»                                                                                      | Денис Майданов | Денис Майданов   | 3:51         |
| 7.  | «Мне хотелось бы жить»                                                                             | Денис Майданов | Денис Майданов   | 4:05         |
| 8.  | «Брат»                                                                                             | Денис Майданов | Денис Майданов   | 5:10         |
| 9.  | «Я с тобой»                                                                                        | Денис Майданов | Денис Майданов   | 4:15         |
| 10. | «Это мой бой»                                                                                      | Денис Майданов | Денис Майданов   | 3:59         |
| 11. | «Что оставит ветер (Артек Edition) feat. Влада Майданова & Детский музыкальный театр «Домисолька»» | Денис Майданов | Денис Майданов   | 4:49         |
| 12. | «Любимый мой, любимая»                                                                             | Денис Майданов | Денис Майданов   | 3:55         |
| 13. | «Верность»                                                                                         | Эдуард Асадов  | Сергей Савватеев | 3:51         |
| 14. | «День рождения»                                                                                    | Денис Майданов | Денис Майданов   | 5:53         |